# Force aérienne de la république de Corée
La Force aérienne de la république de Corée (en anglais : ROK Air Force, ROKAF, hangeul : 대한민국 공군, hanja : 大韓民國 空軍, romanisation révisée du coréen : Daehanminguk Gong-gun) est la branche aérienne des Forces armées sud-coréennes. Elle est sous la tutelle du ministère de la Défense nationale.

## Équipement

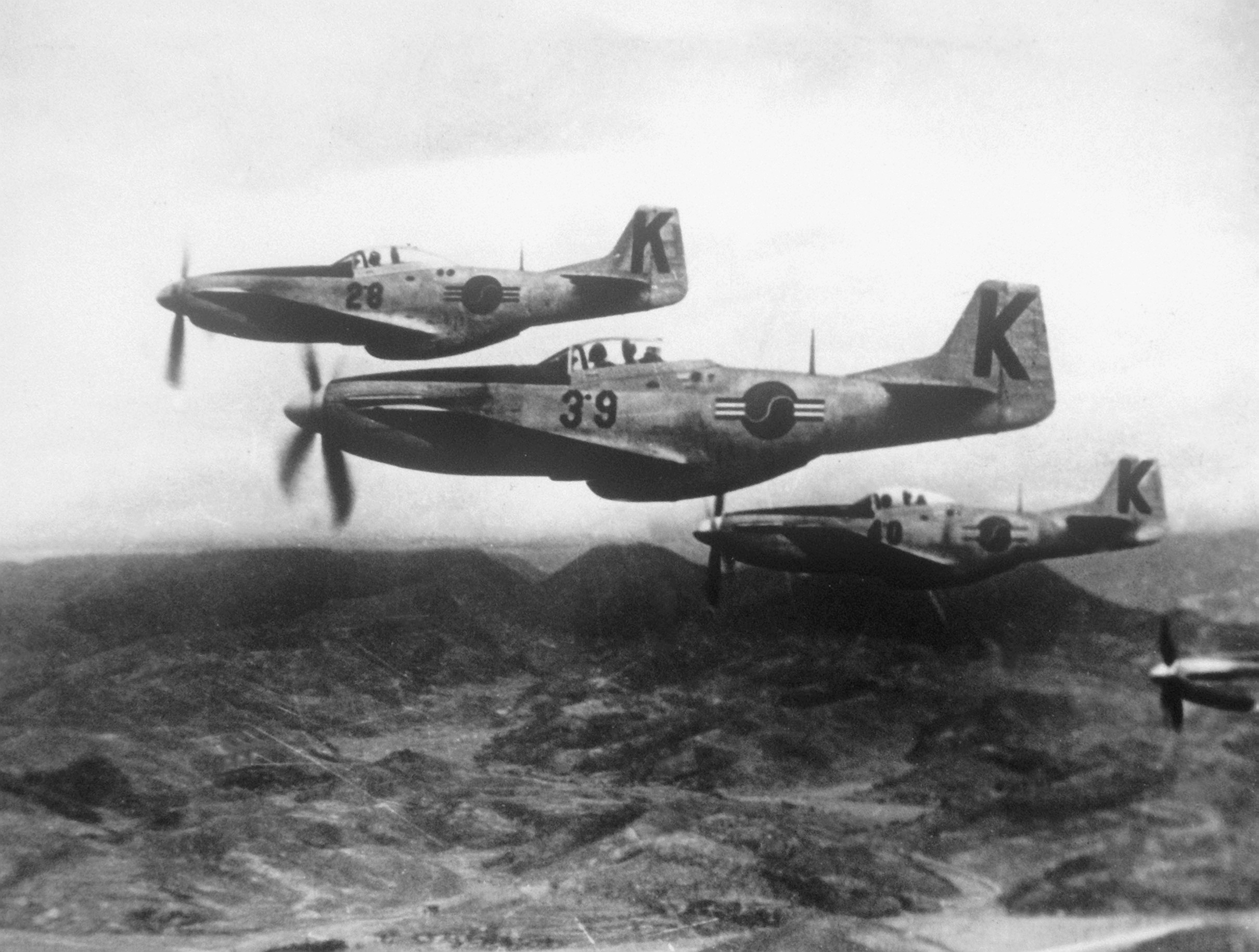
Les North American P-51 Mustang furent parmi les premiers aéronefs déployés par la force aérienne sud-coréenne. Photographie prise en 1954.

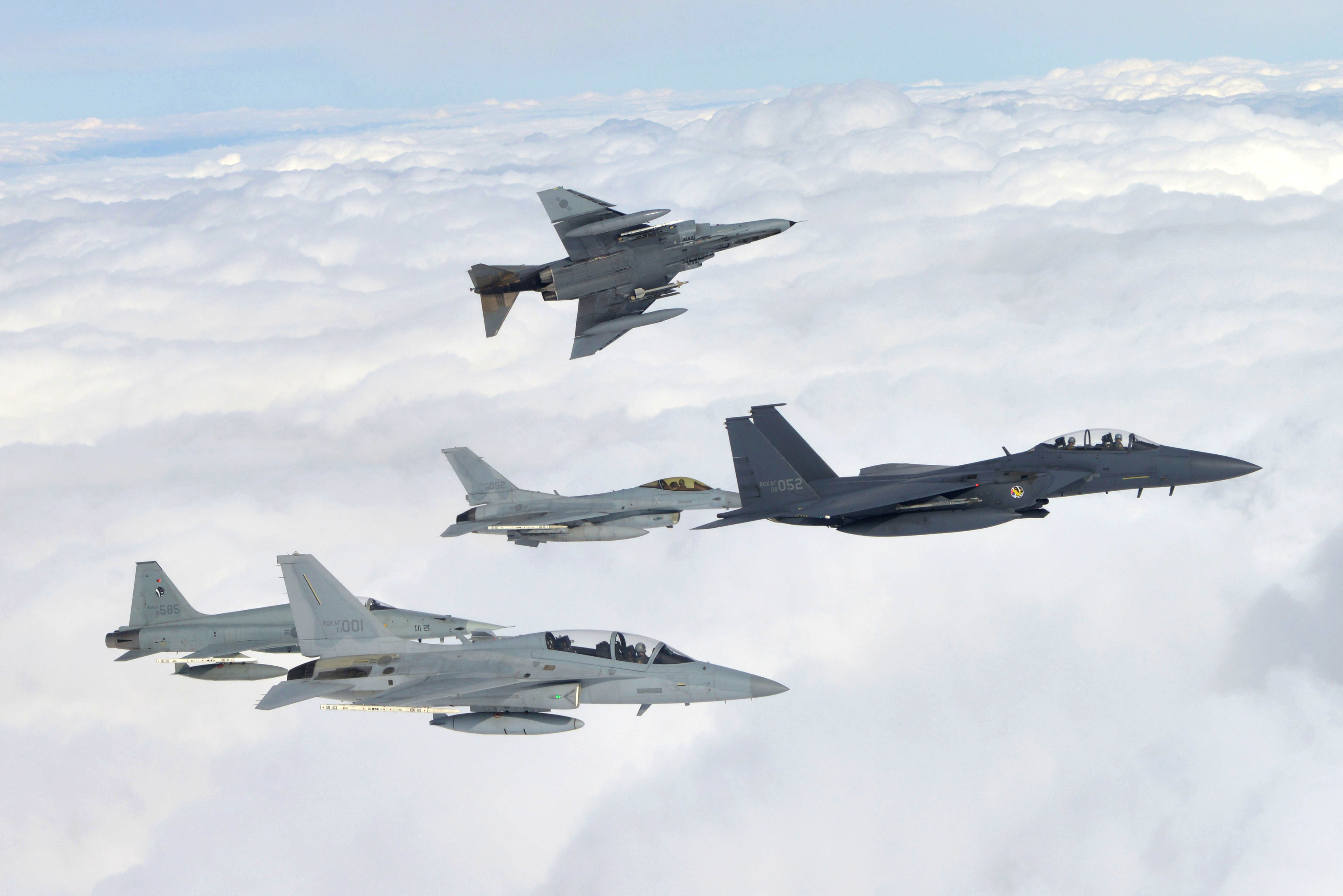
Panel d'avions d'entrainement et de combat sud-coréens en 2015. En premier plan, un KAI T-50 Golden Eagle, suivi par un F-5 Freedom Fighter, un F-15K Slam Eagle, un KF-16 et un F-4 Phantom II.

Elle compte près de 500 aéronefs de combat dont une majorité de conception américaine et de quelques équipements d'origine russe, européenne et nationale. La force aérienne sud-coréenne comprend environ 65 000 personnels actifs en 2012.
Les appareils en service en 2015 sont les suivants :
| Avion                                 | Rôle                                                                                | Modèle                                                            | En service en 2015 | En service en 2023 | Remarques |                 |                 |
| Avion de chasse                       | Avion de chasse                                                                     | Avion de chasse                                                   | Avion de chasse    | Avion de chasse    | Avion de chasse | Avion de chasse | Avion de chasse |
| ------------------------------------- | ----------------------------------------------------------------------------------- | ----------------------------------------------------------------- | ------------------ | ------------------ | --- | --------------- | --------------- |
| Lockheed Martin F-35 Lightning II     | chasseur bombardier                                                                 | F-35A                                                             | 0                  | 39                 | 40 livrés entre 2019 et janvier 2022. Un retiré du service après une collision aviaire le 5 janvier 2025. 25 autres F-35 commandés en septembre 2022 |                 |                 |
| Boeing F-15K Slam Eagle               | chasseur bombardier                                                                 | F-15K Slam Eagle                                                  | 60                 | 59                 | 61 F-15K reçus au total. Le dernier en compensation d'une perte accidentelle; |                 |                 |
| KAI FA-50 Golden Eagle                | chasseur d’entrainement                                                             | FA-50(Batch-I) FA-50(Batch-II)                                    | 60                 | 60                 | |                 |                 |
| General Dynamics F-16 Fighting Falcon | chasseurchasseur d'entrainement (biplace)chasseurchasseur d'entrainement (biplace)  | F-16C Block-32F-16D Block-32KF-16C Block-52KF-16D Block-52 KF-16V | 2879044            | 11744              | Total de 180 F-16 en 2015.(30 F-16C-32, 10 F-16D-32, 94 KF-16C-52, et 46 KF-16D-52) appareils réceptionnés |                 |                 |
| McDonnell Douglas F-4 Phantom II      | chasseur bombardier                                                                 | F-4E                                                              | 68                 | 29                 | Retrait prévu le 7 juin 2024. Total de 220 F-4 (92 F-4D, 103 F-4E et 27 RF-4C) appareils réceptionnés |                 |                 |
| Northrop F-5E/F Tiger II              | chasseurchasseur d'entrainement (biplace)chasseur chasseur d'entrainement (biplace) | F-5EF-5FKF-5EKF-5F                                                | 70                 | 173                | Total de 214 F-5 (126 F-5E, 20 F-5F, 48 KF-5E, et 20 KF-5F) appareils réceptionnés |                 |                 |
| KAI KF-21 Boramae                     | Avion multirôle                                                                     |                                                                   | 0                  | 0 (120)            | Encore en développement, 120 en commande |                 |                 |
| Ravitailleur aérien                   |                                                                                     |                                                                   |                    |                    | |                 |                 |
| Airbus A330 MRTT                      | Avion ravitailleur                                                                  |                                                                   |                    | 4                  | |                 |                 |
| Avion de transport militaire          |                                                                                     |                                                                   |                    |                    | |                 |                 |
| Boeing 737-300                        | VIP transport                                                                       | 737-3Z8                                                           | 1                  | 1                  | Avion présidentiel |                 |                 |
| Boeing 747-400                        | VIP transport                                                                       | 747-4B5                                                           | 1                  | 1                  | Avion présidentiel (loué par Korean Air) |                 |                 |
| Avro 748                              | VIP transport                                                                       | HS.748                                                            | 2                  |                    | |                 |                 |
| CASA CN-235                           | VIP transport                                                                       | VCN-235                                                           | 2                  | 2                  | |                 |                 |
| CASA CN-235                           | Transport tactique                                                                  | CN-235-100CN-235-220                                              | 126                | 126                | |                 |                 |
| Lockheed C-130 Hercules               | Transport tactique                                                                  | C-130HC-130H-30                                                   | 84                 | 84                 | |                 |                 |
| Lockheed C-130J Super Hercules        | Transport tactique                                                                  | C-130J-30                                                         | 4                  | 4                  | 4 appareils sont livrés en 2014 |                 |                 |
| Usage non défini                      |                                                                                     |                                                                   |                    |                    | |                 |                 |
| Antonov An-2                          | Évaluations                                                                         | L-2                                                               | 20                 |                    | La République de Corée utilise 20 appareils récupérés de Pologne et Europe de l'Est, pour les entrainements et les opérations contre la Corée du Nord. Leur présence était secrète jusqu'à ce que des accidents avec ces appareils forcent les autorités à reconnaitre leur existence. |                 |                 |
| Reconnaissance aérienne               |                                                                                     |                                                                   |                    |                    | |                 |                 |
| BAe 125 Hawker 800                    | (IMINT)(SIGINT)                                                                     | RC-800RARC-800SIG                                                 | 4                  | 40                 | |                 |                 |
| Dassault Falcon 2000                  | ISR                                                                                 |                                                                   | (2)                | 2                  | 2 Falcon 2000 ELINT en commande |                 |                 |
| McDonnell Douglas F-4 Phantom II      | reconnaissance                                                                      | RF-4C                                                             | 16                 |                    | 27 RF-4C réceptionnés au total |                 |                 |
| KAI KA-1 Woongbi                      | reconnaissance                                                                      | AT-1A                                                             | 20                 |                    | |                 |                 |
| AWACS                                 |                                                                                     |                                                                   |                    |                    | |                 |                 |
| Boeing 737 AEW&C                      | AEW&C                                                                               | 737-700IGW                                                        | 4                  | 4                  | |                 |                 |
| Avion d'entrainement                  |                                                                                     |                                                                   |                    |                    | |                 |                 |
| Iliouchine Il-103                     | Entrainement                                                                        | T-103                                                             | 20                 |                    | 23 Il-103 offerts par la Russie en 2004 en dédommagement de l'occupation soviétique |                 |                 |
| KAI T-100 Naraon (en)                 | Entrainement                                                                        | T-100A                                                            | 2                  | 20                 | |                 |                 |
| KAI KT-1 Woongbi                      | Entrainement                                                                        | T-1A                                                              | 66                 | 83                 | 85 KT-1 au total réceptionnés |                 |                 |
| KAI T-50 Golden Eagle                 | Entrainement sur jet supersonique                                                   | T-50AT-50B                                                        | 83                 | 80                 | |                 |                 |
| Drones                                |                                                                                     |                                                                   |                    |                    | |                 |                 |
| Northrop Grumman RQ-4 Global Hawk     | Drone de reconnaissance                                                             | RQ-4B Block 30                                                    | 4                  | 4                  | |                 |                 |
| IAI Searcher                          | Drone de reconnaissance et d'attaque                                                |                                                                   | 3                  | 3                  | |                 |                 |
| KAI RQ-101 (en)                       | Drone de reconnaissance                                                             |                                                                   | N/C                | N/C                | |                 |                 |
| IAI Harpy                             | Munition rôdeuse                                                                    |                                                                   | N/C                | N/C                | |                 |                 |
| Hélicoptères                          |                                                                                     |                                                                   |                    |                    | |                 |                 |
| Hughes MD500 Defender                 | liaisons et d’observation                                                           | MD500E                                                            | 25                 | 25                 | |                 |                 |
| Bell 412                              | Entrainement                                                                        | Bell-412SP                                                        | 3                  | 3                  | Transport présidentiel de 1982 à 1988 |                 |                 |
| Eurocopter AS332 Super Puma           | Sauvetage                                                                           | AS-332 L2                                                         | 3                  | 2                  | Transport présidentiel de 1988 à 1999. Un appareil crashé en 2002 |                 |                 |
| Sikorsky S-92                         | Transport VIP                                                                       | H-92A                                                             | 1                  | 3                  | Transport présidentiel de 2007 à nos jours |                 |                 |
| Sikorsky UH-60 Black Hawk             | Sauvetage                                                                           | HH-60P                                                            | 28                 | 28                 | Transport présidentiel de 1999 à 2007 |                 |                 |
| Kamov Ka-32 Helix-C                   | Sauvetage                                                                           | HH-32A                                                            | 7                  | 8                  | |                 |                 |
| Boeing CH-47 Chinook                  | Sauvetage                                                                           | HH-47D                                                            | 5                  | 5                  | |                 |                 |

### Défense anti-aérienne au sol
- 8 batteries de MIM-104 Patriot (acquis auprès de la Bundeswehr allemande) et 24 batteries de MIM-23 Hawk en 2011[17].

Depuis le milieu des années 1990, la Corée du Sud vise à se doter d’une capacité anti-balistique couche basse autonome face à la menace des missiles balistiques nord-coréens. Nommée la Korea’s Air and Missile Defense (KAMD), elle vise à remplacer les MIM-14 Nike-Hercules. Sa mise en place s'est accélérée depuis 2008, et son coût est estimé en 2010 à environ 4,5 milliards de dollars américains.
En 2012, le système était constitué de radars, dont deux EL/M-2080 Green Pine israéliens de 800 km de portée achetés en 2009 pour 280 millions de dollars, de huit batteries d'un total de 48 lanceurs de Patriot PAC-2 achetées en 2008 à l'Allemagne avec 192 missiles (pour un coût de plus d'un milliard de dollars avec la remise à niveau), opérées par deux bataillons de la force aérienne de la République de Corée déployés à Séoul et Incheon, et enfin de trois destroyers Aegis de la classe Sejong le Grand entrés en service à partir de 2008, sur un total de six prévus.
La Agency for Defense Development (en) développe depuis 2006 avec entre autres l'entreprise russe Almaz-Antei en association la coentreprise Samsung-Thales deux systèmes de missile sol-air produit par LIG Nex1, une filiale de LG Group, le KM-SAM ou Cheolmae II, destiné à remplacer les MIM-23 Hawk, qui étaient censé entrer en service en 2013, et un système dérivé à priori du S-400 Triumph russe désigné Cheolmae 4-H, qui aurait une portée de 150 km et un plafond de plus de 60 km. Ce dernier projet couterait, selon un article de 2011, 812 millions de dollars.
Fin 2012, on estime qu'un système complet pourrait être en place d’ici 2015. Un premier exercice antimissile est annoncé pour la première moitié de 2015.
Contrairement au Japon, la Corée du Sud ne s’est pas associée officiellement aux États-Unis pour sa défense antimissile balistique, en raison de la faible distance séparant les deux Corées, imposant des choix technologiques différents de ceux utilisés au Japon. D'après le général Adorno Auguste, Séoul évite ainsi de froisser son puissant voisin chinois, qui voit d’un mauvais œil le bouclier américain se développer tout autour d’elle. Mais de facto, le degré de coordination nécessaire pour permettre un fonctionnement efficace de l’ensemble des systèmes de 
défense aérienne installés en Corée du Sud et dans son voisinage, équivaudra finalement à intégrer les deux chaînes de commandement. La 8e armée des États-Unis contrôle par exemple depuis 2004 la 35e brigade d'artillerie de défense aérienne (35th Air Defense Artillery Brigade), qui disposerait de neuf batteries de tir opérées par deux bataillons distincts, comportant un total de 45 lanceurs PAC-2 (quatre missiles par lanceur) et de 27 PAC-3 (16 missiles par lanceur). Ils sont déployés au camp Carroll à l’ouest du pays, et sur la base aérienne d’Osan au sud de Séoul. En juillet 2016, un accord est obtenu pour le déploiement d'une batterie de Terminal High Altitude Area Defense dans le district de Seongju.
Les moyens combinés des deux forces devraient permettre en théorie d'engager une demi-douzaine de salves de SCUD-B et SCUD-C, ce qui permettrait d’accroître la protection des agglomérations et bases militaires de façon significative pendant deux à trois jours (en supposant deux salves par jour). Utilisées seules, les capacités sud-coréennes permettraient au mieux de protéger les zones concernées contre une première salve seulement.